# Maromokotra
Maromokotra este o comună rurală din nordul Madagascarului. Este situat pe Drumul național 5a neasfaltat la jumătatea distanței dintre Ambilobe (80km) și Daraina, lângă râul Saharenana. Comuca aparține de districtul din Vohemar, care face parte din regiunea Sava. Populația municipiului a fost estimată la aproximativ 4.000 de locuitori în comuna la recensământul din 2001.
Numai învățământul primar este disponibil. Majoritatea (94%) din populația comunei sunt fermieri. Cea mai importantă cultură este orezul, în timp ce alte produse importante sunt bananele, porumbul și semințele de salcâm catechu. Serviciile asigură locuri de muncă pentru 1% din populație, iar pescuitul angajează restul de 5% din populație.